# Berry van Aerle
Hubertus ("Berry") Aegidius Hermanus van Aerle (nacido el 8 de diciembre de 1962 en Helmond) es un exfutbolista neerlandés. Su posición era la de defensa o mediocampista, siempre por derecha.

## Trayectoria
Van Aerle debutó en el PSV Eindhoven en mayo de 1982. Jugó durante varios años disputando 278 partidos de liga hasta 1994, año en el que finalizó su carrera en el Helmond Sport, en el que jugó 1 año. También fue cedido un año al Royal Antwerp FC en la temporada 1986/87.

## Selección nacional
Ha sido internacional con la Selección de fútbol de los Países Bajos en 35 ocasiones entre 1987 y 1992 consiguiendo la Eurocopa de 1988 y jugando la Copa Mundial de Fútbol de 1990.

### Participaciones en Copas del Mundo
| Mundial                        | Sede   | Resultado    |
| ------------------------------ | ------ | ------------ |
| Copa Mundial de Fútbol de 1990 | Italia | 16º de final |

## Clubes
| Club                        | País         | Año       |
| --------------------------- | ------------ | --------- |
| PSV Eindhoven               | Países Bajos | 1981-1994 |
| → Royal Antwerp FC (cedido) | Bélgica      | 1986-1987 |
| Helmond Sport               | Países Bajos | 1994-1995 |

## Palmarés

### Campeonatos nacionales
| Título                        | Club          | País         | Año  |
| ----------------------------- | ------------- | ------------ | ---- |
| Eredivisie                    | PSV Eindhoven | Países Bajos | 1986 |
| Eredivisie                    | PSV Eindhoven | Países Bajos | 1988 |
| Copa de los Países Bajos      | PSV Eindhoven | Países Bajos | 1988 |
| Eredivisie                    | PSV Eindhoven | Países Bajos | 1989 |
| Copa de los Países Bajos      | PSV Eindhoven | Países Bajos | 1989 |
| Copa de los Países Bajos      | PSV Eindhoven | Países Bajos | 1990 |
| Eredivisie                    | PSV Eindhoven | Países Bajos | 1991 |
| Eredivisie                    | PSV Eindhoven | Países Bajos | 1992 |
| Supercopa de los Países Bajos | PSV Eindhoven | Países Bajos | 1992 |

### Copas internacionales
| Título         | Club                                    | País         | Año  |
| -------------- | --------------------------------------- | ------------ | ---- |
| Eurocopa       | Selección de fútbol de los Países Bajos | Países Bajos | 1988 |
| Copa de Europa | PSV Eindhoven                           | Países Bajos | 1988 |